# Maximilián Ritter von Höhn
Maximilián Ritter von Höhn (16. srpna 1859 – 26. dubna 1936) byl generálem bavorské královské armády při první světové válce.